# Hyalurga albiplaga
Hyalurga albiplaga är en fjärilsart som beskrevs av William Schaus 1906. Hyalurga albiplaga ingår i släktet Hyalurga och familjen björnspinnare. Inga underarter finns listade i Catalogue of Life.